# Hammaptera postluteata
Hammaptera postluteata là một loài bướm đêm trong họ Geometridae.